# Indosylvirana montana
Indosylvirana montana es una especie de anfibio anuro de la familia Ranidae.

## Distribución geográfica
Esta especie es endémica de Karnataka en la India. Se encuentra en los distritos de Chikmagalur, Hassan y Kodagu, entre los 800 y 1200 m sobre el nivel del mar en los Ghats occidentales.

## Descripción
Los machos estudiados por Biju et al. en 2014 miden de 54.0 a 65.0 mm y hembras de 65.6 a 74.5 mm.

## Publicación original
- Rao, 1922 : Notes on Batrachia. Journal of the Bombay Natural History Society, vol. 28, p. 439–447[4]